# Viișoara, Bihor
Viișoara (în maghiară Érszőlős) este satul de reședință al comunei cu același nume din județul Bihor, Crișana, România.